# Suksdorfia ranunculifolia
Suksdorfia ranunculifolia är en stenbräckeväxtart som först beskrevs av William Jackson Hooker, och fick sitt nu gällande namn av Adolf Engler. Suksdorfia ranunculifolia ingår i släktet Suksdorfia och familjen stenbräckeväxter. Inga underarter finns listade i Catalogue of Life.

## Bildgalleri

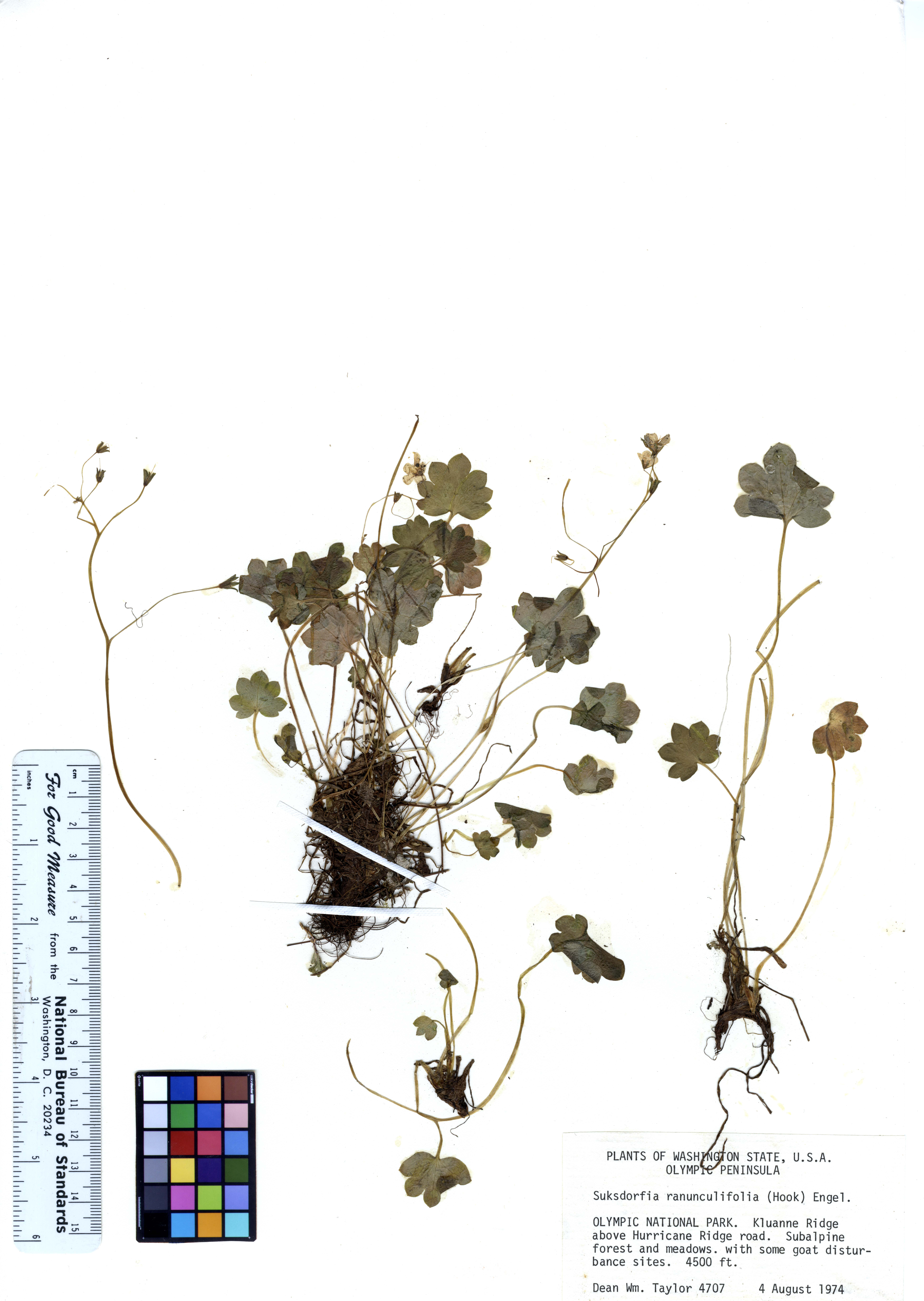